# Constantin Badighin
Căpitanul Constantin Sergheievici Badighin (sau Badigin, în rusă Константин Сергеевич Бадигин; n. 29 noiembrie 1910, Penza, Gubernia Penza, Imperiul Rus – d. 17 martie 1984, Moscova, RSFS Rusă, URSS) a fost un ofițer de marină, explorator, scriitor și om de știință sovietic.

## Biografie
Constantin Sergheievici Badighin și-a început cariera navală în 1928 ca marinar pe nave sovietice din Oceanul Pacific. Mai târziu a studiat la Școala Tehnică Marină de la Vladivostok și a devenit navigator și ofițer în marina sovietică.
Între 1935 și 1936 a fost al treilea ofițer pe spărgătorul de gheață Krasin și în 1937 a fost al doilea comandant pe spărgătorul de gheață Sedov.
Badighin a devenit renumit în 1938 pe post de căpitan al spărgătorului de gheață Sedov, când acesta a fost transformat într-o stație polară sovietică în derivă. În 1940, Badighin a primit titlul de Erou al Uniunii Sovietice pentru munca sa la bordul lui Sedov, atât ca ofițer de marină, cât și ca om de știință.
Între 1941 și 1943 a fost numit șeful flotei sovietice de spărgătoare de gheață din Marea Albă, precum și directorul serviciului de supraveghere a gheții.
Între 1944 și 1945 a devenit căpitanul navei comerciale Clara Zetkin, care a parcurs ruta Vladivostok-Seattle.
După sfârșitul celui de-al doilea război mondial, Badighin a cerut să fie scutit de serviciul activ din motive de sănătate. Apoi a devenit autor și a scris trei lucrări autobiografice, precum și romane istorice. A continuat să scrie până la moartea sa în 1984.

## Stația Polară SovieticăSedov
În vara anului 1937, spărgătorul de gheață Sadko a plecat din Murmansk. Scopul său inițial era să navigheze către Insulele Henrietta, Zhokhov și Jeanette, din grupul insular De Long și să efectueze cercetări științifice. Scopul expediției a fost, de asemenea, de a afla cum ar putea fi folosită Ruta Mării Nordului pentru transportul regulat. Dar autoritățile navale sovietice au schimbat misiunea, iar spărgătorul de gheață a fost trimis în schimb pentru a ajuta navele aflate în primejdie în Marea Kara și Laptev.

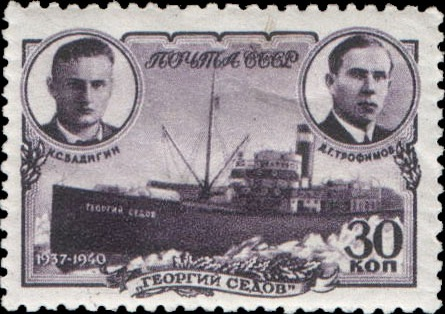
Constantin Sergheievici Badighin în stânga sus

Cu toate acestea, Sadko a rămas prins în gheață la 75°17'N și 132°28'E în regiunea Insulele Noua Siberie. Alte două spărgătoare de gheață sovietice, Sedov și Malygin, ambele aflate în aceeași zonă cercetând condițiile de gheață, au fost prinse de asemenea de gheața de mare și au ajuns în derivă.
Datorită condițiilor meteorologice nefavorabile persistente, o parte din membrii echipajului blocat și unii dintre oamenii de știință au putut fi salvați doar în aprilie 1938. Și abia la 28 august 1938, Yermak a putut elibera două dintre cele trei nave la 83°4'N și 138°22'E. Cea de-a treia navă, Sedov, a trebuit lăsată să plutească în închisoarea sa din gheață și a fost transformată într-o stație polară științifică în derivă. A continuat să se îndrepte spre nord, în gheață, către Pol, la fel cum s-a întâmplat cu nava Fram a lui Fridtjof Nansen în 1893–1896. La bord se aflau 15 membri ai echipajului, sub conducerea căpitanului Constantin S. Badighin și a lui W. Kh. Buinitzki. Oamenii de știință de la bord au efectuat 415 măsurători astronomice, 78 de observații electromagnetice, precum și 38 de măsurători de adâncime prin forarea gheții polare groase în timpul șederii lor de 812 zile la bordul lui Sedov. În cele din urmă, au fost eliberați între Groenlanda și Svalbard de către spărgătorul de gheață Iosif Stalin la 18 ianuarie 1940.
Căpitanul Badighin, precum și echipajul și oamenii de știință au fost întâmpinați înapoi în Uniunea Sovietică ca eroi. Mai târziu, căpitanul Constantin Badighin a primit Ordinul Steaua Roșie și a devenit un erou al Uniunii Sovietice.

## Lucrări scrise
Lucrări istorice de non-ficțiune:

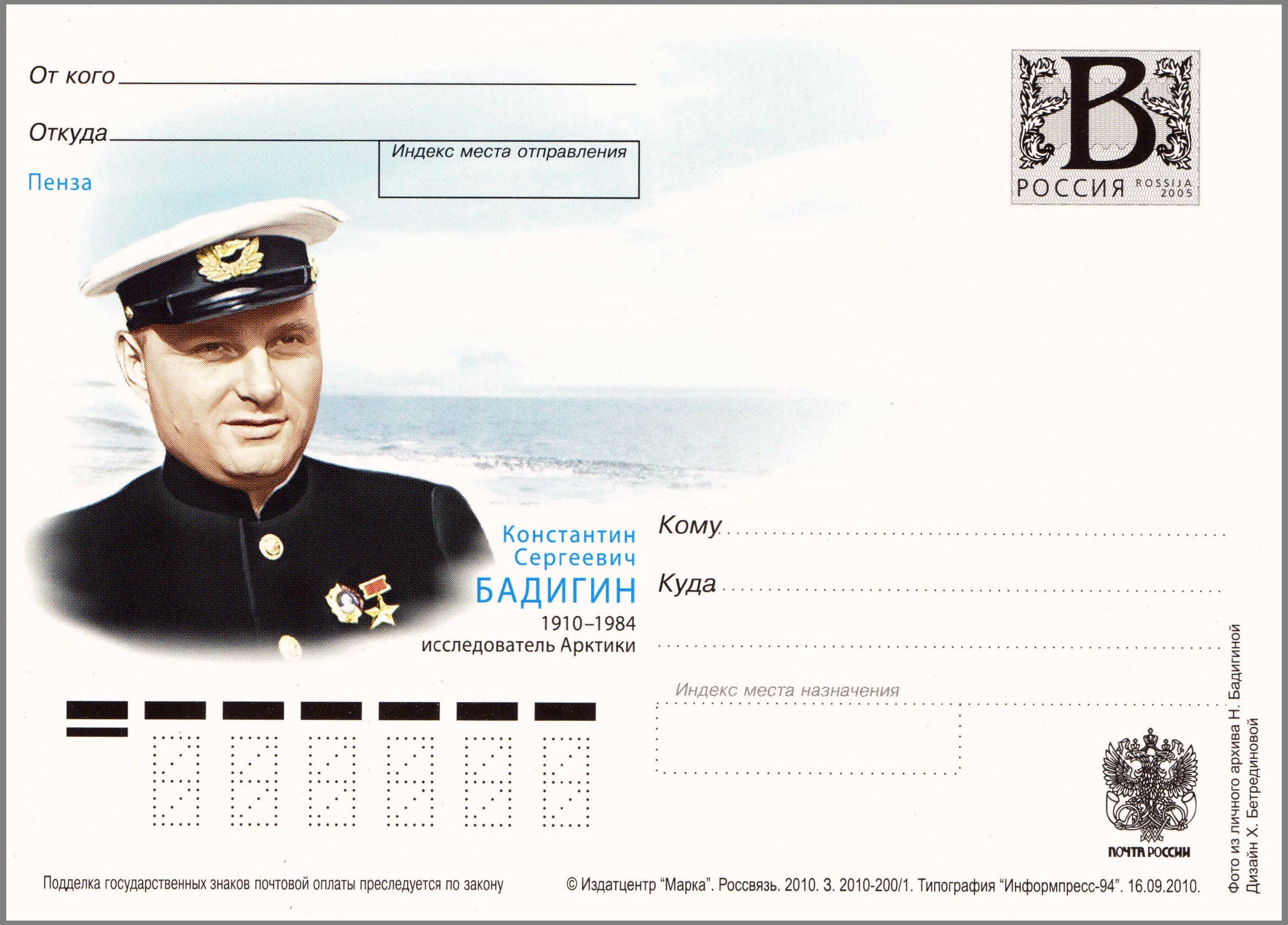

- «На корабле „Георгий Седов“ через Ледовитый океан» (Cei de pe Sedov, 1941)
- «Три зимовки во льдах Арктики» (1950)
- «Разгадка тайны Земли Андреева» (Răspunsul la misterul Țării lui Andreev, 1953, co-autor cu N. N. Zubov)
- «По студёным морям. Очерки по истории ледовых плаваний русских поморов» (1956)
- «На морских дорогах» (Pe drumurile maritime; memorii, 1978)

Romane și povestiri istorice și de aventură:
- «Путь на Грумант» (Drumul spre Grumant, 1953)
- «Покорители студёных морей» (Cuceritorii mărilor înghețate, 1957)
- «Чужие паруса» (1959)
- «Секрет государственной важности» (1966)
- «Кольцо великого магистра» (Inelul Marelui Maestru, 1969)
- «На затонувшем корабле» (Pe o navă scufundată, 1970)
- «Корсары Ивана Грозного» (Corsarii lui Ivan cel Groaznic, 1973)
- «Кораблекрушение у острова Надежды» (Naufragiu pe insula Speranței, 1978)
- «Ключи от заколдованного замка» (Cheile castelului fermecat, 1980)

Scenarii:
- «Море студёное» (The Frigid Sea, 1954, împreună cu Vladimir Kreps, regia Iuri Iegorov)[3][4][5]

## Traduceri[6]

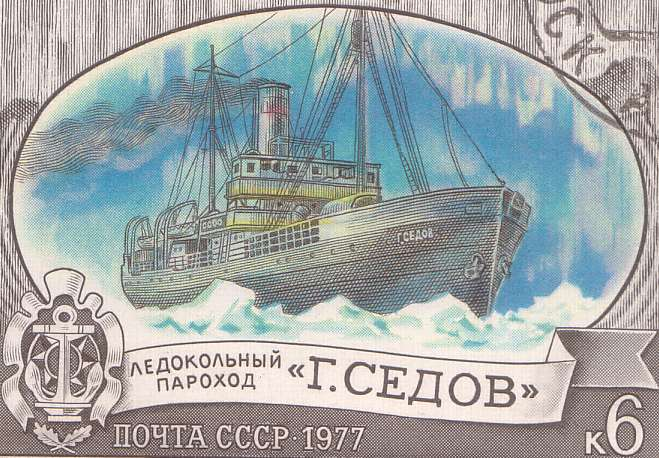
Sedov

Cei de pe Sedov, Editura Tineretului, 1955. Traducător: I. Dumbravă, ilustrator: V. Bubicov
Drumul spre Grumant, Editura Cartea Rusă, 1956
Printre ghețurile Arcticei, Editura Științifică, 1962. Traducător: Ana Zeltzer